# 当你被公开羞辱
《So You've Been Publicly Shamed》（意：當你被當眾羞辱）是一本2015年出版，由英國記者強·朗森著作，講述網絡羞辱及其相關歷史背景的一本書。這本書探討了當眾羞辱於互聯網，尤其是在Twitter上重新崛起的現象。作為一個國家核准的處分，公共羞辱於美國殖民地時期備受歡迎。在1837年至1839年期間這種處罰方式逐步於英國和美國被淘汰，原因並非普遍認為的社會人口越來越多，而是由於大眾同情心有所提升。
在為他的書蒐集資料時，朗森採訪了幾個被大眾集中針對性網上羞辱的對像，包括喬納·雷爾、海寧·薩科和林西·斯通。他還採訪了備受爭議的，從事21世紀當眾羞辱的參與者，包括前得克薩斯縣法官和在任國會議員特德·坡和一些公開羞辱的煽動者。

## 內容
在引言中，朗森講述一個自動化的戲仿Twitter帳號，號稱@jon_ronson（朗森的實際Twitter用戶名是@jonronson）的故事。該賬號帖出關於食物和派對相關的雜碎推文，其中沒有任何半點關於強·朗森真實生活的內容。這導致朗森要求機器人的創造者將其移除，因為他認為這是一個垃圾訊息機器人。該帳戶的創建者則稱其為「電子意識」，並拒絕朗森的要求，但最終還是同意親自與作者見面。
朗森其後將會面拍下並上載至YouTube，出奇地其影片的回響絕大多數是站在他同一立場並有利於他。該垃圾訊息機器人的創造者，被朗森的影片所招來的怒眾群起侮辱後，終於同意停止假冒的Twitter帳戶。
是次經驗導致朗森重新評估他參加其他的公共恥辱活動，並對這些羞辱事件對雙方，包括羞辱者和被羞者的影響。他開始訪問一些著名的，在互聯網上被公開羞辱的受害者和這些羞辱事件的煽動者。

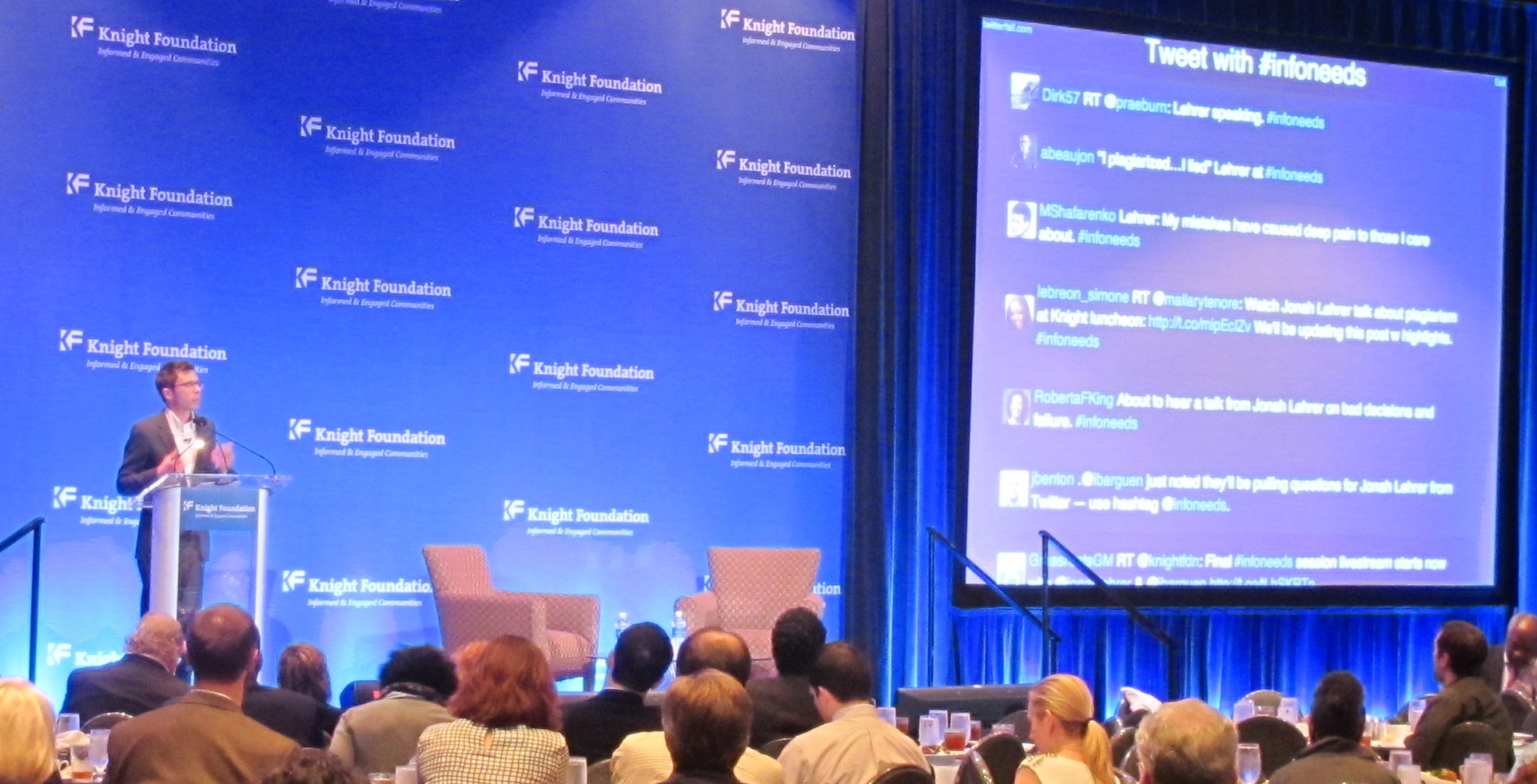
喬納·雷爾在承認他的著作《Imagine》參照了虛構名句後，於騎士基金會作的一個演講。演講在互聯網上直播，配上Twitter實時回應，觀眾可以看演講的同時即直討論（嚴厲批評經常出現）。

第一個主人翁是顏面盡失的流行科學《紐約客》記者和《試想一下：創意如何實現》一書的作者喬納·雷爾。朗森同時採訪了揭發雷爾抄襲和誤用名句的記者邁克爾·莫伊尼漢。在雷爾於騎士基金會研討會的直播道歉前幾天，朗森在魯尼恩峽谷邊遠足邊訪問了雷爾。雷爾的道歉講話附帶的當眾羞辱被他講台背後掛著的一個大型投影屏幕以及他看到的一個小電視惡化，當時兩個屏幕都實時播放着任何Twitter用戶使用「infoneeds」主題標籤的最新推文。雷爾的演講內容釀成一個小爭議，部份人形容他傲慢和缺乏誠意。而採訪了雷爾的朗森，在研討會前曾被對方問及關於演講草稿的意見，他讀後感到不能服眾，但承認自己沒有告訴雷爾。當大眾發現基金會為雷爾的道歉講話支付了$20,000美金的演說費時，再次激發起社交媒體上的一陣騷動。他也訪問了在聽到兩名科技開發者於研討會PyCon談論術語「dongle」和俚語「dong」相關的笑話後，公佈他們樣貌的亞德里亞·理查茲。

## 評價
《So You've Been Publicly Shamed》的評價大多是正面的。直至2016年4月29日，此書在Goodreads中共有16,830個評分及2,128個評論，平均得分為3.87/5。
《波士頓環球報》的詹妮弗·拉森表示：「朗森能同時保持學術性和娛樂性。」《華爾街日報》的馬修·赫特森則表示此書「引起了人們對正義、信譽和遵從的有趣疑問」，但慨嘆朗森的「思想仍是斷斷續續的沉思，而不是理順公眾羞辱代價和效益的結石」。

## 外部連結
- 強．朗森. . TED. 2015-06  [2016-04-29]. （原始内容存档于2016-04-26）. （页面存档备份，存于）
- Jon Ronson interviews the creators of the confederate twitter account. （页面存档备份，存于）
- Jon Ronson interviewed （页面存档备份，存于） about the book on the podcast On the Media（英语：On the Media）.
- . C-SPAN. 1 April 2015  [2 May 2015]. （原始内容存档于2017-07-07）.